# Soci
Soci – wieś w Rumunii, w okręgu Neamț, w gminie Ștefan cel Mare. W 2011 roku liczyła 136 mieszkańców.